# 678-as busz
A 678-as jelzésű regionális autóbusz Szigetszentmiklóson, a Városháza és a Liget utca között közlekedik. A viszonylatot a MÁV Személyszállítási Zrt. üzemelteti.

## Története
2019. október 7-én indult.

## Megállóhelyei
| 0  | Városháza induló végállomás |                                                                           |
| 4  | Horgász utca (HÉV-állomás)  |                                                                           |
| 7  | Liget utca                  | 279B, 280B                                                                |
| 9  | Kálmán köz                  |                                                                           |
| 11 | Horgász utca (HÉV-állomás)  |                                                                           |
| 13 | HÉV-állomás                 | 238, 280, 280B 673, 674                                                   |
| 15 | Városháza érkező végállomás | 38, 238, 279, 279B, 280, 280B 672, 673, 674, 675, 676, 682, 684, 689, 691 |